# Selce pri Leskovcu
Selce pri Leskovcu – wieś w Słowenii, w gminie Krško. W 2018 roku liczyła 49 mieszkańców.